# Johnny Was
Johnny Was ist ein Lied von Bob Marley & The Wailers. Es erschien in dem am 30. April 1976 herausgegebenen Album Rastaman Vibration. Der Songtext wurde auf dem Cover offiziell Bobs Ehefrau Rita Marley zugeschrieben.

## Hintergrund
Das Lied handelt vom Leid einer Mutter, deren Sohn Johnny bei einer Schießerei durch einen Querschläger ums Leben gekommen ist. Es beginnt mit den Worten:
Woman hold her head and cry,
’Cause her son had been shot down in the street and died
(From a stray bullet.)
Dieser Textteil wird auch als Sample in dem Track Hold Ya Head von The Notorious B.I.G. verwendet, der 2006 als Single herausgegeben wurde. Dadurch erlangte das Lied erneute Bekanntheit.
Der Titel entstammt der im Text häufig wiederkehrenden Aussage Johnny was a good man.
Die irische Punkband Stiff Little Fingers veröffentlichte auf ihrer LP Inflammable material (1979) eine Coverversion des Marley-Songs.